# Totobates minimus
Totobates minimus är en kvalsterart som beskrevs av Hammer 1967. Totobates minimus ingår i släktet Totobates och familjen Liebstadiidae. Inga underarter finns listade i Catalogue of Life.